# Pehr Kalm

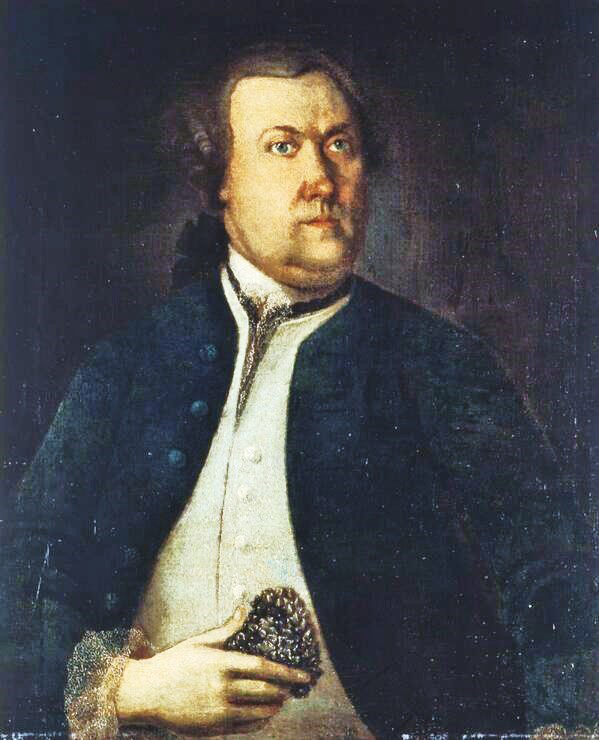
Pehr Kalm, Gemälde von Johann Georg Geitel, Finnisches Nationalmuseum

Pehr Kalm (* März 1716 in Ångermanland; † 16. November 1779 in Åbo) war ein finnisch-schwedischer Naturforscher und Wirtschaftswissenschaftler. Er gilt als einer der „Apostel“ Linnés. Sein offizielles botanisches Autorenkürzel lautet „Kalm“.

## Leben und Wirken

### Herkunft, Ausbildung und erste Reisen
Kalm war der Sohn von Gabriel Kalm († 1716), Kaplan im finnischen Korsnäs, und dessen Frau Katarina Ross (1681–1765), die einer Kaufmannsfamilie aus Vaasa entstammte. Aufgrund des Großen Nordischen Krieges verließ die Familie Finnland. Sein Vater starb kurz vor seiner Geburt. Ab April 1730 besuchte Kalm die Trivialschule in Vaasa. 1735 schrieb er sich an der Akademie zu Åbo ein, um Theologie zu studieren. Dort besuchte er jedoch u. a. die Vorlesungen über Mineralogie von Herman Diedrich Spöring sowie die über Naturgeschichte von Johan Browall und Carl Fredrik Mennander (1712–1786). 1737/1738, während seiner Tätigkeit als Lehrer in Lieksa und Kitee, führte Kalm meteorologische Beobachtungen durch.
1740 fand Kalm in Sten Carl Bielke, 1739 Mitbegründer der Königlich Schwedische Akademie der Wissenschaften, einen Gönner, der seine zukünftigen Reisen finanzierte. Auf dessen Anwesen „Löfstad“ im Socken Funbo bei Uppsala betreute er die naturhistorische Sammlung, das Herbarium und den Gemüsegarten. Seine erste Reise führt Kalm im Frühjahr 1740 in den Süden Finnlands, wo er sich in den historische Landschaften Häme, Savo und Karelien aufhielt. Auf Browalls Empfehlung und mit Bielkes Unterstützung schrieb sich Kalm am 5. Dezember 1740 an der Universität Uppsala ein. Im Sommer 1741 bereiste er Roslagen und Västmanland. Kalms erste wissenschaftliche Veröffentlichung Wästgötha och bahusländska resa förrättad år 1742 (1746) beruhte auf der vom 6. Juli bis 11. Oktober 1742 durch die historische Provinzen Västergötland und Bohuslän stattgefundenen Reise. Gemeinsam mit Bielke unternahm er im Frühjahr 1744 eine Reise nach Russland, die sie über die baltischen Provinzen nach Sankt Petersburg führte. Von dort aus passierte er Nowgorod, Waldai und Twer und kam nach drei Wochen am 7. April in Moskau an. Seine letzte Inlandsreise führte ihn im Spätsommer 1745 nochmals nach Västergötland, diesmal in dessen südliche Gebiete.

### Reise nach Nordamerika

#### Vorgeschichte
Am 16. Oktober 1745 wurde Kalm in die Königlich Schwedische Akademie der Wissenschaften aufgenommen. Obwohl Kalm keinen formalen Universitätsabschluss besaß, wurde er 1746 Dozent für Naturgeschichte und Ökonomie an der Akademie zu Åbo. An der Akademie zu Åbo wurde ein kurz darauf neuer Lehrstuhl für Naturgeschichte und Ökonomie geschaffen, für den der Lehrstuhl für Poesie von Samuel Pryss (1705–1779) weichen musste. Neben Kalm bewarben sich Henrik Julius Voltemat (1722–1765), seit 1745 Dozent für Geschichte an der Universität Uppsala, und Johan Kraftman (1713–1791), sei 1746 Dozent für Wirtschaftslehre an der Akademie zu Åbo, für den neuen Lehrstuhl. Durch die Unterstützung von Linné und insbesondere Browall wurde Kalm am 31. August 1747 auf den neuen Lehrstuhl berufen.
Ursprünglich hoffte Kalm darauf, in die niederländische Kapkolonie (Südafrika) entsandt zu werden. Auf Linnés nachdrücklichen Wunsch hin entschied die Königlich Schwedische Akademie der Wissenschaften, Kalm nach Nordamerika zu schicken. Dort sollte er sich vor allem Pflanzen widmen, die voraussichtlich im schwedischen Klima gedeihen und einen wirtschaftlichen Nutzen besitzen. Ein Teil der Kosten für die Reise sollte von seinem Professorengehalt bestritten werden.

#### England
Am 5. Oktober 1747 brach Kalm von „Löfstad“ aus nach Göteborg auf. Er wurde dabei von Bielkes Gärtner Lars Jungström begleitet. In Göteborg traf Kalm am 12. Oktober ein. Am 30. November verließ er mit einem vor der Festung Nya Elfsborg ankernden Schiff Schweden. Bereits am nächsten Tag geriet das Schiff vor der jütländischen Küste in einen schweren Sturm und konnte sich am 5. Dezember in den Hafen von Grömstad in Norwegen retten. Hier unternahm Kalm vom 17. bis 20. Dezember einen Ausflug nach Arendal.
Am 14. Januar 1748 begab er sich per Boot nach Christiansand, von wo er ab dem 21. Januar auf dem Landweg zurück nach Grömstad reiste. Am 28. Januar 1748 begann die endgültige Überfahrt nach London, wo er am 7. Februar eintraf.
Dort logierte er beim Londoner Kaufmann Abraham Spalding (1712–1782) und begann die englische Sprache zu erlernen. In der Stadt hielt es Kalm nicht lange. Am 28. Februar brach er ins nahe gelegene Woodford auf. Dort lernte er den Klassizisten Richard Warner (1711/1713?–1775) kennen, der mit Linné in Briefwechsel stand.
Am 16. März kehrte er nach London zurück, um herauszufinden ob eine Passage nach Nordamerika möglich wäre. Bereits am 20. März kehrte er nach Woodford zurück. Am 25. März brach er auf Bielkes Wunsch und zu dessen Kosten gemeinsam mit Jungström nach Little Gaddesden auf, um dort William Ellis, den Autor von The Practical Farmer: or, the Hertfordshire Husbandman (1. Auflage, 1732), zu treffen. Von Little Gaddesden (Hertfordshire) aus bereiste er vom 5. bis 8. April die angrenzenden Grafschaften Buckinghamshire und Bedfordshire. Am 15. April verließ er Little Gaddesden, um über Woodford nach London zurückzukehren, wo er am 21. April eintraf.
Spalding macht ihn bei seinem Eintreffen mit dem englischen Uhrmacher und Mitglied der Royal Society John Ellicott (1706–1772) bekannt. Ellicott nahm ihn mit zu Peter Collinson, der in Begriff war, am wöchentlichen Treffen der Mitglieder der Royal Society teilzunehmen und Kalm einlud, ihn zu begleiten. Während des Treffens wurde unter anderem ein Bericht des Astronomen James Bradley über eine Kometenbeobachtung verlesen. Collinson machte Kalm mit dem amtierenden Sekretär der Royal Society Cromwell Mortimer (1702–1752) sowie Mark Catesby bekannt, der sich von 1722 bis 1726 Nordamerika aufhielt. Am nächsten Tag zeigte ihm Warner verschiedene Londoner Sehenswürdigkeiten. Ihr Weg führte sie auch nach Chelsea und dem dort befindlichen Chelsea Physic Garden, dessen Hauptgärtner Philip Miller Kalm bei dieser Gelegenheit kennenlernte und den er später noch mehrfach aufsuchte. Den Abend verbrachte Kalm bei Mortimer, bei dem auch der Ornithologe George Edwards zu Gast war. Am 18. Mai machte er Hans Sloane seine Aufwartung und berichtete ihm von seinen Reiseplänen.
Sloanes naturhistorische Sammlung hatte er bereits zuvor in Augenschein genommen. Am 30. Juni 1748 verließ Kalm London in Richtung Gravesend. Weiter auf seine Passage nach Nordamerika wartend erkundete Kalm dort Ortschaften der Grafschaft Kent, so Rochester und Northfleet. Am 5. August 1748 ging Kalm schließlich in Gravesend an Bord der Mary Gally.

#### Pennsylvania und New York

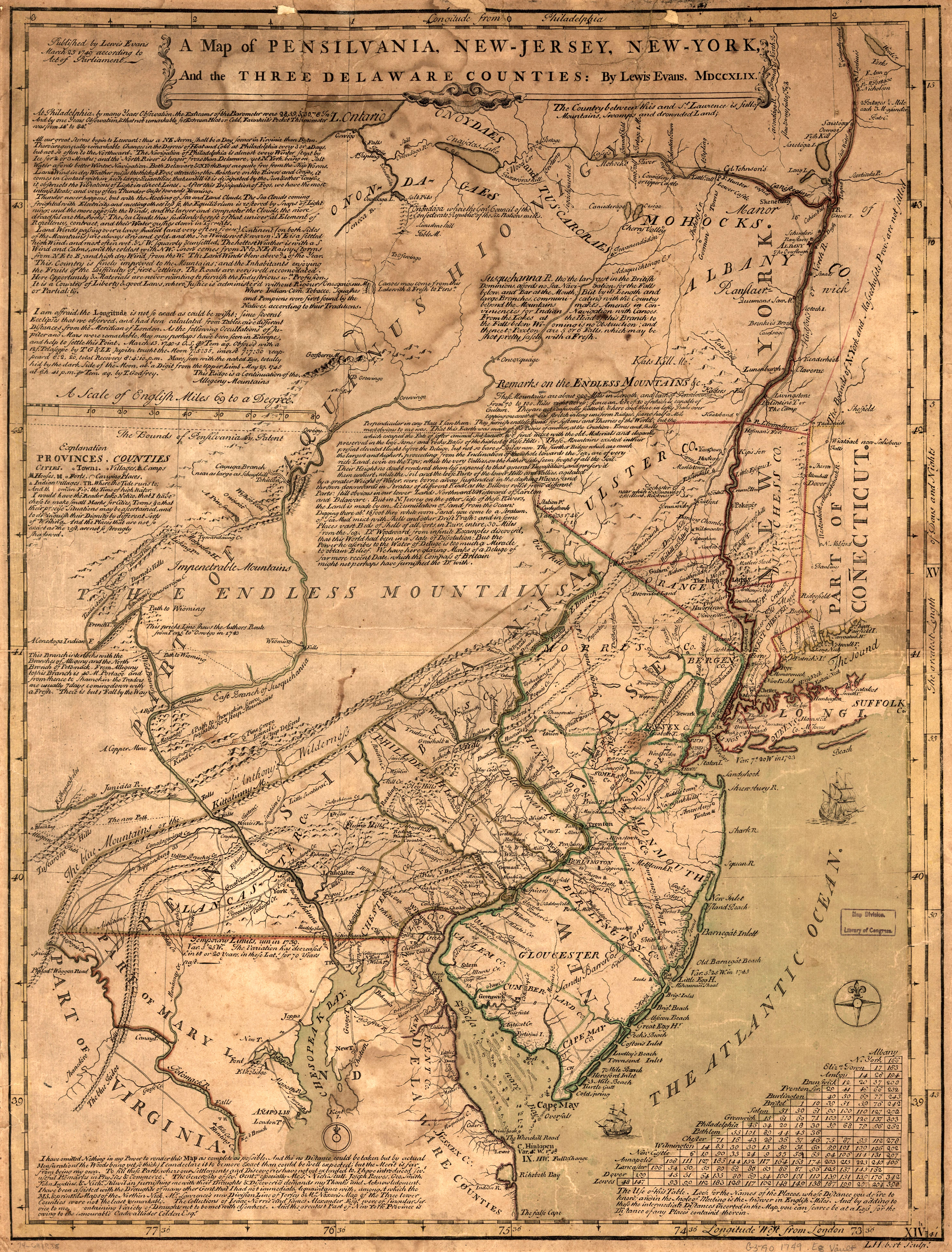
Karte der Mittleren Kolonien Pennsylvania, New Jersey, New York und Delaware aus dem Jahr 1749

Am 4. September 1748 traf Kalm in Philadelphia in der Provinz Pennsylvania ein, einem Gebiet das zuvor als Neuschweden bekannt war. Noch am Tag seines Eintreffens wurde er mit seinem Empfehlungsschreiben von Collinson bei Benjamin Franklin vorstellig. Ebenfalls auf Collinsons Empfehlung suchte Kalm drei Tage nach seiner Ankunft das vier englische Meilen in Richtung Süden am Schuylkill River gelegene Anwesen von John Bartram auf. Er wurde dabei vom schwedischstämmigen Maler Gustaf Hesselius (1682–1755) begleitet. Sie trafen den Besitzer aber nicht an. Das erste von zahlreichen weiteren Treffen mit Bartram kam erst sieben Tage später zustande.
Bereits am 21. September ritt Kalm mit dem in Karlskrona gebürtigen Schweden Peter Cook („Peter Kock“) nach Germantown. Ein weiterer Ausflug führt ihn am 3. Oktober in südwestlicher Richtung ins 30 englische Meilen von Philadelphia entfernte Wilmington. Nach kurzem Aufenthalt dort kehrte er über Chichester nach Philadelphia zurück, wo er drei Tage später wieder eintraf. Am nächsten Tag überquerte er mit einem Boot den Delaware River und betrat dort erstmals den Boden der Provinz New Jersey. Am Abend kehrte Kalm wieder zurück.
Am 27. Oktober brach Kalm in Begleitung von Cook nach New York auf, teils um die Gegend kennenzulernen und teils um den besten und sichersten Weg nach Canada herauszufinden. Der Weg führte sie über Neu-Frankfurt, New Bristol, Trenton, Prince Town und Neu-Braunschweig. Dann überquerten sie den Fluss Rareton und reisten über Woodbridge und Elisabettown weiter. Am 30. Oktober setzten sie über den Arthur Kill nach Staten Island über und erreichten schließlich New York. Am 3. November traten sie die Rückreise an und waren zwei Tage später zurück.
Am 20. November verließ Kalm Philadelphia, um den Winter in Raccoon zu verbringen. Von dort aus unternahm er mehrere Kurzausflüge, so nach Pennsneck, Salem und Rapaapo. Am 21. Mai 1749 reiste Kalm nach Philadelphia zurück.

#### Neufrankreich (Canada)
Am 31. Mai 1749 brach Kalm mit einer kleinen Yacht, die auf dem Delaware River pendelte, auf. Sie passierten Burlington und erreichten Trenton am nächsten Tag. Dort reisten sie mit einem gemieteten Fuhrwerk weiter. Am Abend des 2. Juni erreichten sie Neu-Braunschweig. Am nächsten Tag begaben sie sich auf eine Yacht, die sie nach New York brachte. Am 10. Juni segelten sie auf dem Hudson River in Richtung Albany weiter. Drei Tage später erreichten sie ihr Ziel.
Am 21. Juni brach Kalm in Begleitung von zwei Führern von Albany nach Canada auf. Ihr Weg führte sie über Saratoga Fort Nicholson und Fort Anne. Am 2. Juli erreichten sie Fort St. Frédéric bei Crown Point und damit das Gebiet von Neufrankreich. Am 19. Juli setzte Kalm seine Reise fort. An Bord einer Yacht segelte er über den Lake Champlain nach Fort St. Jean, wo er am Abend des nächsten Tages eintraf. Über La Prairie de la Magdelaine erreichte er schließlich am 24. Juli Montreal.
Unmittelbar nach der Ankunft wurde Kalm vom Vizegouverneur Charles LeMoyne de Longueuil (1687–1755) empfangen, der seine Ernennung zum Gouverneur von Montreal täglich erwartete. Kalm erfuhr, dass sein Aufenthalt hier von König Ludwig XV. finanziert werde. Am 2. August 1749 verließ Kalm Montreal wieder. Sie reisten auf dem Sankt-Lorenz-Strom, durchquerten den Lac Saint-Pierre, passierten Trois-Rivières und erreichten drei Tage später Québec.

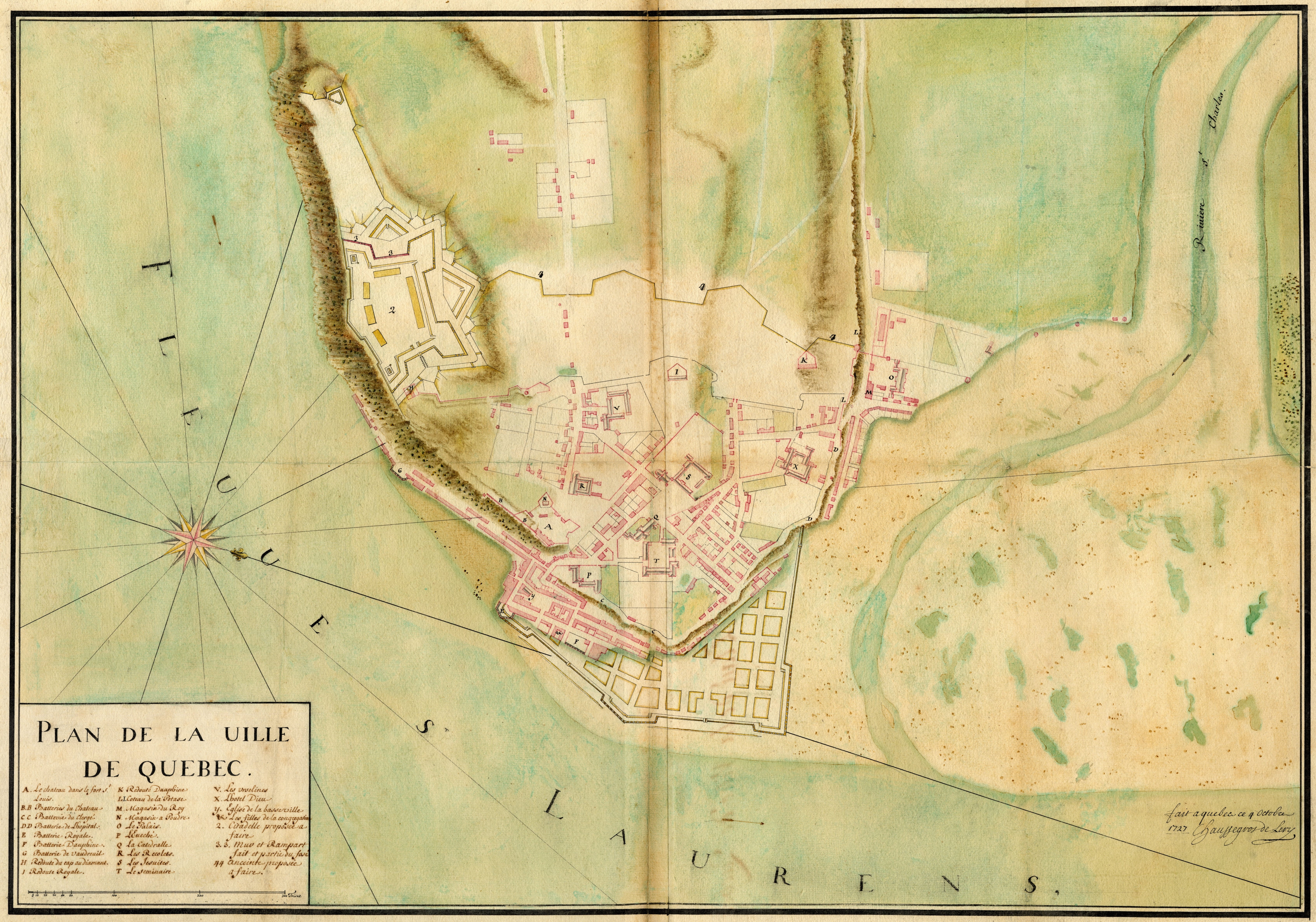
Stadtplan von Québec aus dem Jahr 1727

Sofort nach seiner Ankunft wurde Kalm zu Roland-Michel Barrin de La Galissonière geführt, der provisorisch das Amt des Generalgouverneurs von Neufrankreich innehatte. Bei La Galissonière lernte Kalm Pierre Gaultier de Varennes kennen, der von 1732 bis 1739 maßgeblich an der westlichen Erweiterung von Neufrankreich beteiligt war. Mit Erlaubnis des Bischofs Henri-Marie Dubreuil de Pontbriand (1708–1760) und in Begleitung des königlichen Arztes Jean-François Gaultier besuchte er das von Nonnen des Augustinerordens betriebene Hôtel-Dieu (Hospital) und das zugehörige Kloster. Wenige Tage später besuchten er und Gaultier das vor der Stadt gelegene Kloster und nutzten den Tag zu Sammeln von Pflanzen. Mit seinem Bediensteten Jungström machte Kalm vom 12. bis zum 14. August einen Ausflug ins westlich von Québec gelegene L’Ancienne-Lorette. Am 15. August wohnte er bei François-Pierre de Rigaud de Vaudreuil (1703–1779), seit 1. Mai 1749 Gouverneur von Trois-Rivières, der Ankunft des neuen Generalgouverneurs von Neufrankreich Jacques-Pierre de Taffanel de La Jonquière bei. Gemeinsam mit Gaultier besuchte er zwei Tage später das Ursulinen-Kloster.
Am 29. August brach Kalm, unter anderem in Begleitung von Gaultier, auf um die Bergwerke bei Baie-Saint-Paul in Augenschein zu nehmen. Auf dem Sankt-Lorenz-Strom führte ihn der Weg vorbei an der Île d’Orléans und der Basilika von Sainte-Anne-de-Beaupré bis nach Saint-Joachim.
Am nächsten Tag passierten sie Petite Rivière und erreichten am Abend Baie-Saint-Pau. Am Nachmittag des folgenden Tages reisten sie weiter stromaufwärts und erreichten abends Les Éboulements. Am Morgen des 1. September ging es weiter stromaufwärts, bis sie mittags in Cap-aux-Oies ankamen. Am Abend waren sie wieder in Baie-Saint-Pau. Am Morgen des 5. September begaben sie sich auf den Rückweg nach Québec. Sie machten Rast in Petite Rivière und setzten am Folgetag den Weg nach Saint-Joachim fort. Abends am 7. September ritt Kalm mit Gaultier zum Montmorency-Wasserfall. Spät in der Nacht waren sie in Québec zurück.
Am 11. September verließ Kalm Québec.
Vier Tage später, am Abend des 15. September, trafen Kalm in Montreal ein. Dort unternahm er Ausflüge nach Sault-au-Recollet (23. bis 26. September) und Lachine (29. September bis 2. Oktober), hauptsächlich um Samen zu sammeln. Ursprünglich plante Kalm über Fort Frontenac und Fort Niagara in die Britischen Kolonien zurückzukehren. Aufgrund von Spannungen an der Grenze wurde ihm dies vom Generalgouverneur La Jonquière verwehrt und er war gezwungen über Fort Saint-Frédéric zurückzureisen. Am 29. Oktober traf Kalm in Albany ein. Den Winter 1749/1750 verbrachte Kalm erneut in Raccoon. Dem Wunsch der Königlich Schwedischen Akademie der Wissenschaften nachkommend, verlängerte Kalm seinen geplanten Aufenthalt in Nordamerika.

#### Reise zu den Niagarafällen

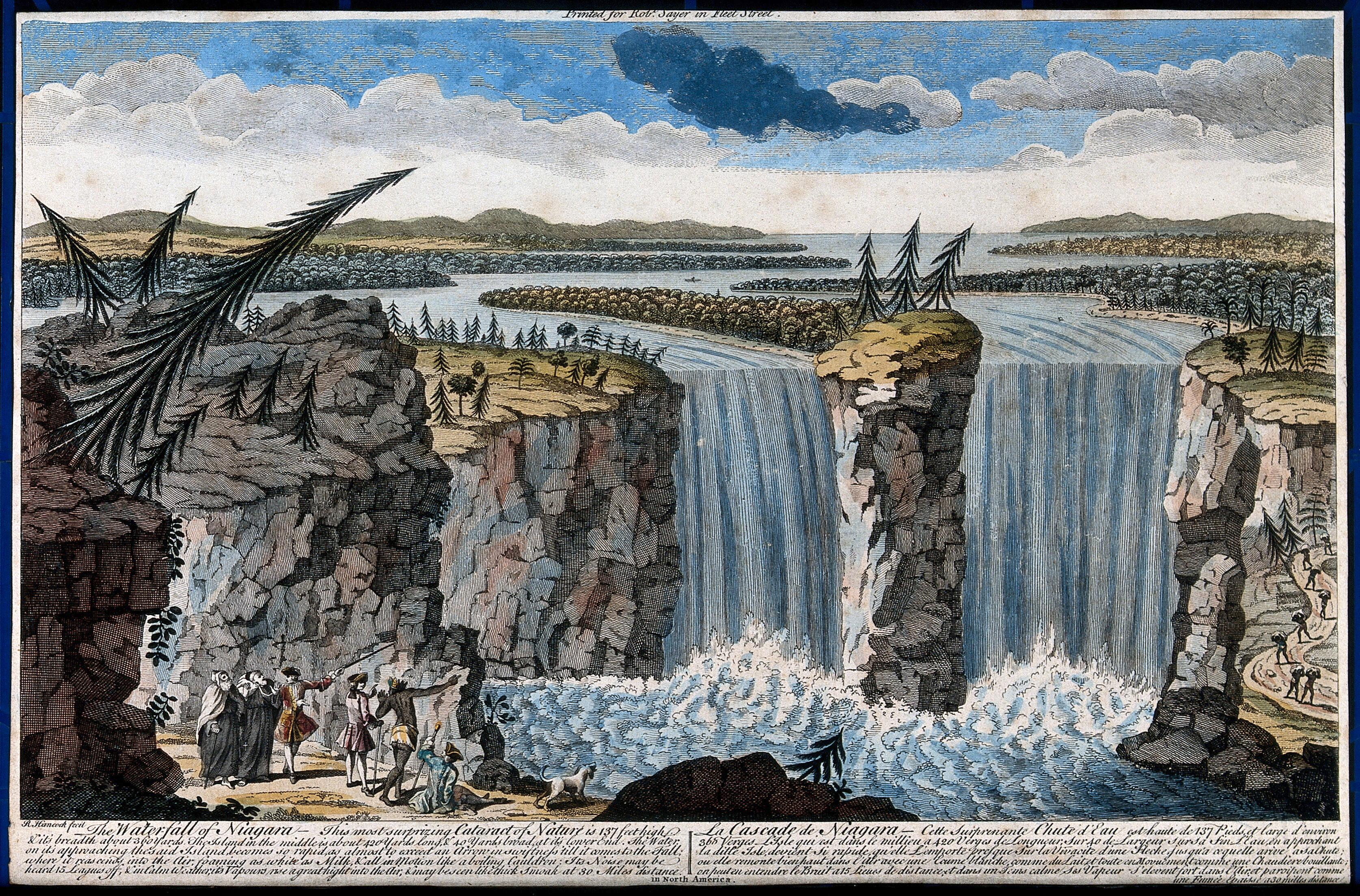
Ansicht der Niagarafälle aus dem Jahr 1751

Kurz nach seiner Ankunft in Philadelphia erfuhr Kalm von der schweren Erkrankung seines Freundes Johan Sandin. Dieser wurde am 25. Mai 1747 zum Propst von Raccoon ernannt und war am 29. März 1748 in Philadelphia eingetroffen. Sandin starb am 22. September 1748, noch bevor ihn Kalm besuchen konnte. Anfang 1750 heiratete Kalm dessen Witwe Anna Margareta Sandin, geborene Sjöman (1722–1787). Neben der Stieftochter Johanna Margareta (1748–1833) hatte das Paar den Sohn Pehr Gabriel Kalm (* 19. März 1752; † 18. Januar 1795).
1750 erkundete Kalm zunächst die westlichen Gebiete von Pennsylvania und die küstennahen Gebiete von New Jersey. Über New York begab er sich in die „Blue Mountains“ und dann weiter nach Albany. Er reiste flussaufwärts auf dem Mohawk-Fluss durch das Gebiet der Irokesen, über Fort Oswego bis zum Ontariosee. Am 12. August erreichte er Fort Niagara und besuchte am darauffolgenden Tag die Niagarafälle. Im Herbst kehrte Kalm durch andere Gebiete der „Blue Mountains“ wieder nach Philadelphia zurück, wo er im Oktober 1750 eintraf.
In Albany fasste Kalm am 2. September 1750 seine Eindrücke von seinem Besuch der Niagarafälle in einen an Benjamin Franklin gerichteten Brief zusammen. Franklin veröffentlichte diesen am 20. September in der von ihm mitherausgegebenen Pennsylvania Gazette. Der Brief wurde im Januar 1751 im Gentleman’s Magazine nachgedruckt. Zusätzlich illustrierte ein nach Kalms Beschreibung angefertigter Kupferstich den Artikel. Kalms Brief an Franklin gilt als die erste wissenschaftliche Beschreibung der Niagarafälle und wurde ins Französische, Deutsche und Niederländische übersetzt.

#### Rückkehr nach Europa
Am 13. Februar 1751 verließ Kalm Philadelphia. Vier Tage später schiffte er sich in New Castle ein. Kalm erreichte London am 29. März, um es nach kurzem Aufenthalt am 5. Mai wieder zu verlassen. Er kam am 16. Mai in Göteborg an und war am 13. Juni wieder in Stockholm.

### Späteres Wirken
Im November 1752 wurde Kalm wieder in sein Amt als Professor in Åbo eingesetzt und begann mit seinen Vorlesungen im Februar 1753. Er hatte Mineralogie, Botanik, Zoologie und Chemie zu unterrichten und Vorlesungen über Landwirtschaft, Bergbau, Industrie und Handel sowie über Entwicklungstendenzen in der Landesökonomie abzuhalten. Kalm sah es als seine Aufgabe an, diese Wissenschaften dazu anzuwenden, um den allgemeinen Wohlstand zu fördern. Von 1753 bis 1778 wurden unter seinem Vorsitz dort 146 Dissertationen verteidigt. Die hauptsächlichen Themen dieser Arbeiten waren Gartenbau, Forstwirtschaft und Wiesenwirtschaft. Respondent der ersten, 1753 unter seinem Vorsitz abgehaltenen Disputation, die sich mit dem Bau eines Birkenkanus beschäftigte, war Anders Chydenius.
Gemeinsam mit dem Professor für Medizin Johan Leche (1704–1764) richtete Kalm an der Akademie zu Åbo 1757 einen Nutzgarten („Hortus Oeconomicus“) ein, um aus Nordamerika und anderen Gegenden eingeführten Pflanzen zu kultivieren. Unter Carl Niclas von Hellens (1745–1820) entstand 1779 ein Katalog der über 2000 kultivierten Arten.
Kalm wandte sich wieder der Theologie zu und wurde im Dezember 1757 ordinierter Kaplan von Piikkiö. 1763 wechselte er zur Gemeinde Maaria. 1768 wurde er zum Doktor der Theologie promoviert. Dem Vorbild seiner Lehrer Browall und Mennander folgend versuchte Kalm sich 1775 zum Bischof von Åbo wählen zu lassen. Er scheiterte jedoch.
In den Jahren 1756/1757, 1765/1766 und 1772/1773 fungierte Kalm als Rektor der Akademie zu Åbo. 1772 wurde Kalm Mitglied der Kungliga Patriotiska Sällskapet und 1777 Mitglied der Kungliga Vetenskaps- och Vitterhets-Samhället i Göteborg.

## Rezeption und Nachwirkung

### Rezeption
Am 19. Oktober 1751 verteidigte Leonhard Johan Chenon (1732–1808) unter Linnés Vorsitz seine Dissertation mit dem Titel Nova Plantarum Genera. Diese bestand hauptsächlich aus der Beschreibung von neuen Gattungen und Arten, die Kalm von seiner Reise nach Nordamerika mitgebracht hatte. In der Dissertation wurden acht Gattungen erstmals beschrieben. Die Autorschaft der drei Gattungen Lechea, Gaultheria und Polymnia schrieb Linné Kalm zu. Die weiteren Gattungen sind Sarothra, Aletris, Helonias, Dirca und Kalmia.
In der ersten Auflage von Species Plantarum aus dem Jahr 1753 beschrieb Linné etwa 700 nordamerikanische Pflanzenarten. Bei etwa 90 Arten wird darin in der Form „in Pennsylvania Kalm“, „in Canada Kalm“ bzw. „America septentrionali Kalm“ auf Kalm als Sammler der Art verwiesen. Etwa 60 davon waren vorher unbekannt. Im Autorenverzeichnis von Species Plantarum verwies Linné auf Kalms Schrift Plantae canadenses die bald erscheinen sollte („propediem edendae“). Die von Kalm erhoffte Flora canadensis wurde nie veröffentlicht.
Linnés, in der zehnten Auflage von Systema Naturae veröffentlichte Diagnose der Singzikadenart Cicada septendecim „Cicada maxilla utraque lineis octo transversis concavis, alarum margine inferiore lutescente“ übernahm er wörtlich aus Kalms Veröffentlichung Beskriftning på et slags Gräs-hoppor uti Norra America von 1756.
Sein Reisebericht En resa till Norra Amerika (1753–1761) wurde ins Deutsche, Englische, Niederländische, Französische und Finnische übersetzt. Die von Kalm besorgte Herausgabe seines Reiseberichts endet am 5. Oktober 1749. Das Original von Kalms Tagebuch wird in der Universitätsbibliothek Helsinki aufbewahrt.
Im Frühjahr 2010 wurde von den Freunden des Botanischen Gartens Montreal (Les Amis du Jardin botanique de Montréal) das Pehr-Kalm Grant gestiftet, das Studierende bei der Fortsetzung ihrer Ausbildung am Institut de recherche en biologie végétale (IRBV) in Montreal unterstützen soll. Das 2012 geschaffene „Umgebungskunstwerk“ Pehr Kalm Revival erinnert an den vom Leche und Kalm geschaffenen Nutzgarten. Am 7. Mai 2022 eröffnete im Sibelius Museum von Turku eine Sonderausstellung, die sich mit Kalms Leben und Wirken befasst.

### Auszeichnungen und Würdigung

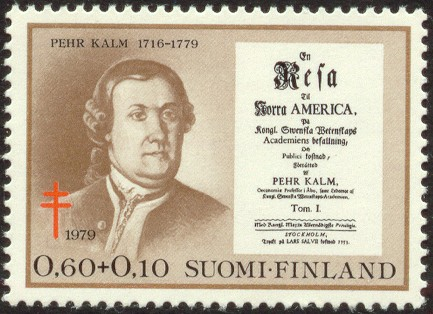
Pehr Kalm auf einer finnischen Briefmarke von 1979

Nach Kalm wurden die Pflanzengattungen Kalmia L. (1753), Kalmiella Small (1903), †Kalmiophyllum Kräusel & Weyland (1959) und Kalmiopsis Rehder (1932) aus der Familie der Heidekrautgewächse (Ericaceae) sowie die seit 1969 erscheinende Zeitschrift Kalmia benannt. Ebenso wurde der 1940 von Liisi Oterma entdeckte Asteroid (2332) Kalm nach ihm benannt.
Der Laubfrosch Pseudacris kalmi Harper, 1955 wurde ebenfalls nach ihm benannt.
Am 26. September 1979 brachte die Finnische Post zum Thema Bekämpfung der Tuberkulose – Wissenschaftler des 18. Jahrhunderts einen aus drei Briefmarken bestehenden Sondermarkensatz heraus, darunter ein Porträt von Kalm (Michel-Nr. 844). Am 28. Januar 2011 wurde ihm zu Ehren eine finnische 10-Euro-Münze in Umlauf gebracht.

## Schriften (Auswahl)

### Bücher
- Wästgötha och bahusländska resa förrättad år 1742. Lars Salvius, Stockholm 1746 (online).
  - Claes Krantz (Hrsg.), Gunnar Brusewitz (Ill.): Pehr Kalms västgöta och bohuslänska resa förrättad år 1742: med anmärkningar uti historia naturali, fysik, medicin, ekonomi, antikviteter etc. Wahlström & Widstrand, Stockholm 1977, ISBN 91-46-12967-7.
- En kårt berättelse, om naturliga stället, nyttan, samt skötseln af några wäxter, utaf hwilka frön nyligen blifwit hembragte från norra America, til deras tjenst, som hafwa nöje, at i wårt climat göra försök med de sammas cultiverande. Lars Salvius, Stockholm 1751.
  - Esther Louise Larsen (Übersetzer): Peter Kalm’s short account of the natural position, use, and care of some plants, of which the seeds were recently brought home from North America for the service of those who take pleasure in experimenting with the cultivation of the same in our climate. In: Agricultural History. Band 13, Nr. 1, 1939, S. 33–64 (JSTOR:3739390).
- En resa till Norra Amerika. 3 Bände, Lars Salvius, Stockholm Band 1 1753, Band 2 1756, Band 3 1761.
  - Reise nach dem nördlichen America […] Kiesewetter, Leipzig 1754 (online) – Carl Ernst Klein, nur Band 1 veröffentlicht.
  - Des Herren Peter Kalms […] Beschreibung der Reise die er nach dem nördlichen Amerika auf den Befehl gedachter Akademie und öffentliche Kosten unternommen hat. Göttingen Band 1, Band 2 1757, Band 3 1764.
  - Travels into North America; containing its natural history, and a circumstantial account of its plantations and agriculture in general […]
    - 1. Auflage, 3 Bände, Band 1 Warrington 1770, Band 2, Band 3 London 1771 – übersetzt von Johann Reinhold Forster.
    - 2. gekürzte Auflage, 2 Bände, London 1772, Band 1, Band 2.
      - In: John Pinkerton (Hrsg.): A general collection of the best and most interesting voyages and travels in all parts of the world. Band 13, London 1812, S. 374–700 (online).
      - Travels into North America. Imprint Society, Barre 1972, ISBN 0-87636-025-8 – Einleitung von Ralph M. Sargent.

  - Reis door Noord Amerika. 2 Bände, Utrecht 1772, Band 1, Band 2 – übersetzt von Jan van Schoonhoven.
  - Voyage de Kalm en Amerique. 2 Bände, Montreal 1880 (= Mémoires de la Societé historique de Montreal. Band 7/8) (online) – übersetzt von Louis-Wilfrid Marchand
  - Kalm’s account of his visit to England: on his way to America in 1748. Macmillan and Co., London/New York 1892 (online) – übersetzt von Joseph Lucas.
  - Pehr Kalms Resa till Norra Amerika. Å nyo utgifven af Fredr. Elfving och Georg Schauman. 4 Bände, Helsinki Band 1 1904, Band 2 1910, Band 3 1915, Band 4 1920.
  - The America of 1750. Peter Kalm’s Travels in North America: the English Version of 1770. Erweiterte und überarbeitete Auflage, Wilson-Erickson, New York 1937 – durch Adolph Burnett Benson, Nachdrucke 1966 und 1987.
  - Resejournal över resan till norra Amerika. 4 Bände, Helsinki 1966–1988:
    - Teil 1 (= Skrifter utgivna av Svenska litteratursällskapet i Finland. Band 419) Helsinki 1966 – herausgegeben von Martti Kerkkonen.
    - Teil 2 (= Skrifter utgivna av Svenska litteratursällskapet i Finland. Band 436) Helsinki 1970 – herausgegeben von Martti Kerkkonen, John E. Roos.
    - Teil 3 (= Skrifter utgivna av Svenska litteratursällskapet i Finland. Band 525) Helsinki 1985 – herausgegeben von John E. Roos, Harry Krogerus.
    - Teil 4 (= Skrifter utgivna av Svenska litteratursällskapet i Finland. Band 550) Helsinki 1988 – herausgegeben von John E. Roos, Harry Krogerus.

  - Matka Pohjois-Amerikkaan. (= Suomalaisen Kirjallisuuden Seuran toimituksia. Band 549) Suomalaisen Kirjallisuuden Seura, Helsinki 1991, ISBN 951-717-673-2  – übersetzt von Anto Leikola.
  - Pehr Kalm’s Journal. In: The Linnaeus apostles. Band 3, IK Foundation, London 2008 (Buch 1: ISBN 978-1-904145-18-9 und Buch 2: ISBN 978-1-904145-19-6, S. 561–991) – übersetzt von Peter Hogg.

### Dissertationen
- Anders Chydenius: Americanska näfwerbåtar. Åbo 26. Mai 1753 (online).
- Gustav Fridrich Aurenius: Enfalliga tanckar om det, som bör i achttagas, wid en stads anlägning. Åbo 22. September 1753 (online).
- Daniel Andersson Backman: Om nyttan, som kunnat tilfalla wart kjära fädernesland, af des nybygge i America, fordom Nya Swerige kalladt. Åbo 13. Juli 1754 (online).
  - The Benefits which our Dear Fatherland might have derived from the Colonies in America formerly called New Sweden. In: Esther Louise Larsen: Peter Kalm, Preceptor. In: The Pennsylvania Magazine of History and Biography. Band 74, Nr. 4, 1950, S. 500–511 (JSTOR:20088184).
- Gustaf Magnusson Orraeus: Adumbratio florae. Åbo 4. Dezember 1754 (online).
- Johan Johansson Lagus: De erica vulgari et pteride aquilina. Åbo 7. Dezember 1754 (online).
- Elias Gustafsson Granroth: Om caffé och de inhemska wäxter, som pläga brukas i des ställe. Åbo 14. Mai 1755 (online).
- Georg A. Westman: Itinera priscorum Scandianorum in Americam. Åbo 27. April 1757  (online).
  - Esther Louise Larsen (Übersetzer): The Voyages of the Ancient Norsemen To America: George A. Westman, Respondent April 27, 1757 Peter Kalm, Preceptor. In: American Swedish Historical Foundation: Yearbook 1962. Philadelphia 1962, S. 56–67 (online).
- Hans Henric Aspegren: Praestantia plantarum indigenarum prae exoticis. Åbo 6. November 1762 (online).
- Sven Gowinius: Om nyttan som England kan hafwa af sina nybyggen i norra America. 20. Juni 1763 (online).
  - Esther Louise Larsen (Übersetzer): Peter Kalm’s America: The Benefits which England could derive from her colonies in North America. Sven Gowinius, Respondent, 20 June, 1763 Peter Kalm, Preceptor. In: Pennsylvania History. Band 22, Nr. 3, 1955, S. 216–228 (JSTOR:27769603).
- Esaias Hollberg: Norra americanska färge-örter. Åbo 26. November 1763 (online).
  - Esther Louise Larsen (Übersetzer): North American Dye Plants: Presented by Esaias Hollberg, Pehr Kalm, Preceptor. In: Agricultural History. Band 28, Nr. 1, 1954, S. 30–33 (JSTOR:3741075).
- Wilhelm Granlund: Flora fennica. Pars prior.  Åbo 5. Oktober 1765 (online)
  - Flora Fennica. In: Neues schwedisches Magazin kleiner Abhandlungen, welche in die Natur- und Haushaltungskunde einschlagen. Band 1, Nürnberg 1783, S. 186–214 (online).
- Johannes Hellenius: Genera compendiosa nobilissimi von Linne plantarum Fennicarum. Åbo 27. April 1771 (online).

### Zeitschriftenbeiträge
- Svar på den 3 Frågan i Andra Quartalet för år 1739: På hvad sätt den Säd, som intet är Ritorr, i många år må kunna agtas, utan at taga något men ock skada? In: Kungl. Svenska vetenskapsakademiens handlingar. Band 4, Nr. 1, 1743, S. 50–51 (online).
  - Antwort auf die dritte Frage im zweyten Viertheiljahre 1739: Wie die Saat, die nicht auf der Ria getrocknet ist, viele Jahre kann aufgehoben werden, ohne Schaden zu leiden? In: Der Königl. Schwedischen Akademie der Wissenschaften neue Abhandlungen aus der Naturlehre, Haushaltungskunst und Mechanik. Band 6, Nr. 1, 1751, S. 38 (online).
- Förtekning på några örter fundna i Bohus-Län 1742. In: Kungl. Svenska vetenskapsakademiens handlingar. Band 4, Nr. 2, 1743, S. 105–112 (online).
  - Verzeichniß einiger in Bohuslehn 1742 gefundenen Pflanzen. In: Der Königl. Schwedischen Akademie der Wissenschaften neue Abhandlungen aus der Naturlehre, Haushaltungskunst und Mechanik. Band 6, Nr. 2, 1751, S. 78–83 (online).
- Om de så kallade Berg-eller Jättegrytor i Bohus-Län. In: Kungl. Svenska vetenskapsakademiens handlingar. Band 4, Nr. 2, 1743, S. 122–125 (online).
  - Von den sogenannten Berg- oder Riesentöpfen in Bohuslehn. In: Der Königl. Schwedischen Akademie der Wissenschaften neue Abhandlungen aus der Naturlehre, Haushaltungskunst und Mechanik. Band 6, Nr. 2, 1751, S. 91–92 (online).
- Beskrifning på et färdeles slags Lius eller Lampor brukeliga uti Bohus-Län. In: Kungl. Svenska vetenskapsakademiens handlingar. Band 4, Nr. 2, 1743, S. 139–142 (online).
  - Beschreibung einer besondern Art Licht oder Lampen die in Bohuslehn gebräuchlich sind. In: Der Königl. Schwedischen Akademie der Wissenschaften neue Abhandlungen aus der Naturlehre, Haushaltungskunst und Mechanik. Band 6, Nr. 2, 1751, S. 102–104 (online).
- Berättelse om et fårdeles stort Hagel, som föll i Moscou den 30, sidstledne April. In: Kungl. Svenska vetenskapsakademiens handlingar. Band 5, Nr. 4, 1744, S. 245–250 (online).
  - Bericht von einer besonders großen Art Hagel, die in Moscau den 30 letztverstrichnen April gefallen ist. In: Der Königl. Schwedischen Akademie der Wissenschaften neue Abhandlungen aus der Naturlehre, Haushaltungskunst und Mechanik. Band 6, Nr. 4, 1751, S. 248–253 (online).
- Samling af åtskilliga Märcken, som Fiskare, Losar och annat Siöfolck, dels vid Ösler-Siön, dels vid Våster-Hafvet hafva til tilkommande väderlek. In: Kungl. Svenska vetenskapsakademiens handlingar. Band 6, Nr. 2, 1745, S. 102–114 (online).
  - Sammlung verschiedener Merkmaale, welche Fischer, Lotsen und andere Seeleute, theils an der Ostsee, theils am westlichen Meer, von dem bevorstehenden Wetter haben. In: Der Königl. Schwedischen Akademie der Wissenschaften neue Abhandlungen aus der Naturlehre, Haushaltungskunst und Mechanik. Band 7, Nr. 2, 1752, S. 102–113 (online).
- Rön vid Ängs-skiötzeln. In: Kungl. Svenska vetenskapsakademiens handlingar. Band 6, Nr. 3, 1745, S. 206–217 (online).
  - Abhandlung von Bestellung der Wiesen. In: Der Königl. Schwedischen Akademie der Wissenschaften neue Abhandlungen aus der Naturlehre, Haushaltungskunst und Mechanik. Band 7, Nr. 3, 1752, S. 208–218 (online).
- Förtekning på någre Inhemska Färge-Grås. In: Kungl. Svenska vetenskapsakademiens handlingar. Band 6, Nr. 4, 1745, S. 243–253 (online).
  - Verzeichnis einiger einheimischer Färbekräuter. In: Der Königl. Schwedischen Akademie der Wissenschaften neue Abhandlungen aus der Naturlehre, Haushaltungskunst und Mechanik. Band 7, Nr. 4, 1752, S. 249–257 (online).
- Rön om några synnerliga Örters nytta til förkofring af Landt-Hushållningen. In: Kungl. Svenska vetenskapsakademiens handlingar. Band 8, Nr. 1, 1747, S. 57–68 (online).
  - Abhandlung von dem Nutzen einiger besondern Gewächse zur Verbesserung der Landwirthschaft. In: Der Königl. Schwedischen Akademie der Wissenschaften neue Abhandlungen aus der Naturlehre, Haushaltungskunst und Mechanik. Band 9, Nr. 1, 1753, S. 65–74 (online).
- [Om roten af en inhemsk ört, som förmenas hasva samma nytta och smak som ingefära.] In: Kungl. Svenska vetenskapsakademiens handlingar. Band 8,  Nr. 3, 1747, S. 238 (online).
  - [Über die Wurzel eines heimischen Krauts, das den gleichen Nutzen und Geschmack wie Ingwer haben soll.] In: Der Königl. Schwedischen Akademie der Wissenschaften neue Abhandlungen aus der Naturlehre, Haushaltungskunst und Mechanik. Band 9, Nr. 3, 1753, S. 259 (online).
- [Skäl mot och med vattnets aftagande i Norrige.] In: Kungl. Svenska vetenskapsakademiens handlingar. Band 9, Nr. 2, 1748, S. 151–154 (online).
  - [Bericht von Abnahme des Wassers in Norwegen.] In: Der Königl. Schwedischen Akademie der Wissenschaften neue Abhandlungen aus der Naturlehre, Haushaltungskunst und Mechanik. Band 10, Nr. 2, 1753, S. 152–155 (online).
- Rön och Anmärkningar Uti Natural-Historien och Oeconomien gjorde och sande ifrån Norige. In: Kungl. Svenska vetenskapsakademiens handlingar. Band 9, Nr. 3, 1748, S. 185–202 (online).
  - Erfahrungen und Anmerkungen aus der Naturgeschichte und Wirthschaft in Norwegen. In: Der Königl. Schwedischen Akademie der Wissenschaften neue Abhandlungen aus der Naturlehre, Haushaltungskunst und Mechanik. Band 10, Nr. 3, 1753, S. 189–204 (online).
- [Några anmärkningar rörande historia naturalis och climatet af Pensylvanien i America.] In: Kungl. Svenska vetenskapsakademiens handlingar. Band 10, Nr. 1, 1749, S. 70–75 (online).
  - [Einige Bemerkungen über die Naturgeschichte und das Klima von Pennsylvania in Amerika.] In: Der Königl. Schwedischen Akademie der Wissenschaften neue Abhandlungen aus der Naturlehre, Haushaltungskunst und Mechanik. Band 11, Nr. 1, 1754, S. 73–78 (online).
  - Esther Louise Larsen: Pehr Kalm’s Observations on the Natural History and Climate of Pennsylvania: Excerpts from His Letter of October 14, 1748. In: Agricultural History. Band 17, Nr. 3, 1943, S. 172–174 (JSTOR:3739582).
- Lobelia, såsom en säker läkedom eniot Veneriska sjukan. In: Kungl. Svenska vetenskapsakademiens handlingar. Band 11, Nr. 4, 1750, S. 280–290 (online).
  - Eine Lobelia; als ein sicheres Hülfsmittel wider die venerische Krankheit. In: Der Königl. Schwedischen Akademie der Wissenschaften neue Abhandlungen aus der Naturlehre, Haushaltungskunst und Mechanik. Band 12, Nr. 4, 1754, S. 289–297 (online).
  - Esther Louise Larsen (Übersetzer): Lobelia as a Sure Cure for Venereal Disease. In: American Journal of Syphilis, Gonorrhea and Venereal Disease. Band 24, Nr. 1, 1940, S. 13–22.
- Beskrifning Huru Socker göres uti Norra America af åtskilliga slags trän. In: Kungl. Svenska vetenskapsakademiens handlingar. Band 12, Nr. 2, 1751, S. 143–159 (online).
  - Beschreibung, wie Zucker in Nordamerica von verschiedenen Arten Bäumen gemacht wird. In: Der Königl. Schwedischen Akademie der Wissenschaften neue Abhandlungen aus der Naturlehre, Haushaltungskunst und Mechanik. Band 13, Nr. 2, 1755, S. 149–164 (online).
  - Esther Louise Larsen (Übersetzer): Peter Kalm’s Description of How Sugar Is Made from Various Types of Trees in North America. In: Agricultural History. Band 13, Nr. 3, 1939, S. 149–156 (JSTOR:3739306).
- Beskrifning på hvad sätt dricka göres i Norra America af et slags gran. In: Kungl. Svenska vetenskapsakademiens handlingar. Band 12, Nr. 3, 1751, S. 190–196 (online).
  - Beschreibung, wie in Nordamerica aus einer Art Tannen Getränke gemacht wird. In: Der Königl. Schwedischen Akademie der Wissenschaften neue Abhandlungen aus der Naturlehre, Haushaltungskunst und Mechanik. Band 13, Nr. 3, 1755, S. 197–202 (online).
  - Esther Louise Larsen (Übersetzer): Pehr Kalm’s Description of Spruce Beer. In: Agricultural History. Band 22, Nr. 3, 1948, S. 142–143 (JSTOR:3739273).
- Beskrifning om mays, Huru den planteras och skötes i Norra America, samt om denna Sådes-artens mångfaldiga nytta. In: Kungl. Svenska vetenskapsakademiens handlingar. Band 12, Nr. 4, 1751, S. 305–318 (online).
  - Beschreibung vom Meys-Korne, wie es in Nordamerica gepflanzet und gewartet wird; nebst dem mannichfaltigen Nutzen dieses Getreides. In: Der Königl. Schwedischen Akademie der Wissenschaften neue Abhandlungen aus der Naturlehre, Haushaltungskunst und Mechanik. Band 13, Nr. 4, 1755, S. 313–326 (online).
  - Esther Louise Larsen (Übersetzer): Pehr Kalm’s Description of Maize, How It Is Planted and Cultivated in North America, Together with the Many Uses of This Crop Plant. In: Agricultural History. Band 9, Nr. 2, 1935, S. 98–117 (JSTOR:3739661).
- Beskrifning om mays: Huru den planteras och skötes i Norra America, samt om denna Sådes-artens mångfaldiga nytta. In: Kungl. Svenska vetenskapsakademiens handlingar. Band 13, Nr. 1, 1752, S. 24–43 (online).
  - Beschreibung des Mays: Wie er in Nordamerica gepflanzet und gewartet wird, auch was diese Getreideart für mannichfaltigen Nutzen hat. In: Der Königl. Schwedischen Akademie der Wissenschaften neue Abhandlungen aus der Naturlehre, Haushaltungskunst und Mechanik. Band 14, Nr. 1, 1755, S. 29–46 (online).
- Några nordsken oberverade i Norra America. In: Kungl. Svenska vetenskapsakademiens handlingar. Band 13, Nr. 2, 1752, S. 145–155 (online).
  - Einige im nordlichen America beobachtete Nordscheine. In: Der Königl. Schwedischen Akademie der Wissenschaften neue Abhandlungen aus der Naturlehre, Haushaltungskunst und Mechanik. Band 14, Nr. 2, 1755, S. 153–162 (online).
  - Esther Louise Larsen (Übersetzer): Pehr Kalm’s meteorological observations in North America. In: Journal of the Washington Academy of Sciences. Band 45, Nr. 9, 1955, S. 270–273 (JSTOR:24533902).1771
- Berättelse om Skaller-Ormen, samt de läkemedel, som i Norra America brukas emot dess stygn. In: Kungl. Svenska vetenskapsakademiens handlingar. Band 13, Nr. 4, 1752, S. 308–319 (online).
  - Nachricht von der Klapperschlange und dem Heilungsmittel, das man gegen ihren Biß in Nordamerica brauchet. In: Der Königl. Schwedischen Akademie der Wissenschaften neue Abhandlungen aus der Naturlehre, Haushaltungskunst und Mechanik. Band 14, Nr. 4, 1755, S. 316–325 (online).
  - Esther Louise Larsen (Übersetzer): Pehr Kalm’s Account of the North American Rattlesnake and the Medicines Used in the Treatment of its Sting. In: The American Midland Naturalist. Band 57, Nr. 2, 1957, S. 502–511 (JSTOR:2422416).
- Fortsättning: Berättelse om Skaller-ormen, och de läkemedel, som i Norra America brukas emot dess stygn. In: Kungl. Svenska vetenskapsakademiens handlingar. Band 14, Nr. 1, 1753, S. 52–67 (online).
  - Fortsetzung [...] Nachricht von der Klapperschlange und dem Hülfsmittel, das man gegen ihren Biß in Nordamerica brauchet. In: Der Königl. Schwedischen Akademie der Wissenschaften neue Abhandlungen aus der Naturlehre, Haushaltungskunst und Mechanik. Band 15, Nr. 1, 1756, S. 54–68 (online).
- Slutelig beråttelse om Skaller-Ormen, i synnerhet om bote-medel emot hans bett. In: Kungl. Svenska vetenskapsakademiens handlingar. Band 14, Nr. 3, 1753, S. 185–194 (online).
  - Schluß [...] Nachricht von der Klapperschlange, besonders von den Hülfsmitteln gegen ihren Biß. In: Der Königl. Schwedischen Akademie der Wissenschaften neue Abhandlungen aus der Naturlehre, Haushaltungskunst und Mechanik. Band 15, Nr. 3, 1756, S. 189–197 (online).
- Berättelse om et slags yrfä i Norra America, skogslöss kalladt. In: Kungl. Svenska vetenskapsakademiens handlingar. Band 15, Nr. 1, 1754, S. 19–31 (online).
  - Nachricht von einer Art Insecten in Nordamerica, Waldlaus genannt. In: Der Königl. Schwedischen Akademie der Wissenschaften neue Abhandlungen aus der Naturlehre, Haushaltungskunst und Mechanik. Band 16, Nr. 1, 1756, S. 20–31 (online).
  - Esther Louise Larsen (Übersetzer): Pehr Kalm’s Description of a Type of Creature in North America Called the Wood Tick. In: Annals of the Entomological Society of America. Band 48, Nr. 3, 1955, S. 178–181 (doi:10.1093/aesa/48.3.178).[60]
- Beskriftning på et slags Gräs-hoppor uti Norra America. In: Kungl. Svenska vetenskapsakademiens handlingar. Band 17, Nr. 2, 1756, S. 101–116 (online).
  - Beschreibung einer Art Grashüpfer in nordlichen America. In: Der Königl. Schwedischen Akademie der Wissenschaften neue Abhandlungen aus der Naturlehre, Haushaltungskunst und Mechanik. Band 18, Nr. 2, 1757, S. 94–106 (online).
- Beskrifning på de vilda dufvor, som somliga år i så otrolig stor myckenhet komma til de södra engelska nybyggen i Norra America. In: Kungl. Svenska vetenskapsakademiens handlingar. Band 20, Nr. 4, 1759, S. 275–295 (online).
  - Beschreibung der wilden Tauben, die manche Jahre in die neuen südlichen englischen Pflanzörter des nordlichen America kommen. In: Der Königl. Schwedischen Akademie der Wissenschaften neue Abhandlungen aus der Naturlehre, Haushaltungskunst und Mechanik. Band 21, Nr. 4, 1762, S. 268–285 (online).
  - S. M. Gronberger (Übersetzter): A description of the wild pigeons which visit the southern English Colonies in North America, during certain years, in incredible multi‑tudes. In: The Auk. Band 28, 1911, S. 53–66 (online).
- Rön vid köldens verkan sistledne vinter på åtskilliga slags träd och buskar uti och näst omkring Åbo. In: Kungl. Svenska vetenskapsakademiens handlingar. Band 22, Nr. 1, 1761, S. 19–41 (online).
  - Untersuchung von der Wirkung der Kälte im letztverwichnen Winter, auf verschiedene Gattungen Bäume und Gebüsche in und zunächst um Äbo. In: Der Königl. Schwedischen Akademie der Wissenschaften neue Abhandlungen aus der Naturlehre, Haushaltungskunst und Mechanik. Band 23, Nr. 1, 1764, S. 21–41 (online).
- Fortsättning af de rön, hvilka blefvo gjorde vid köldens verkan under den ovanligt kalla vinter, (som inföll i slutet af år 1759 och i början af år 1760) på åtskilliga slags trän och buskar. In: Kungl. Svenska vetenskapsakademiens handlingar. Band 22, Nr. 2, 1761, S. 129–143 (online).
  - Fortsetzung [...] von den Wirkungen der ungewöhnlichen Kälte, am Ende von 1759 und Anfange von 1760, auf verschiedene Gattungen Bäume und Gebüsche in und zunächst um Äbo. In: Der Königl. Schwedischen Akademie der Wissenschaften neue Abhandlungen aus der Naturlehre, Haushaltungskunst und Mechanik. Band 23, Nr. 2, 1764, S. 129–141 (online).
- Beskrifning på et slags maskar, som somliga år göra stor skada både på frukt-träden och skogarna i Norra America. In: Kungl. Svenska vetenskapsakademiens handlingar. Band 24, Nr. 2, 1764, S. 124–139 (online).
  - Beschreibung einer Art Raupen, die manche Jahre an Obstbäumen und Waldungen in Nordamerica großen Schaden thun. In: Der Königl. Schwedischen Akademie der Wissenschaften neue Abhandlungen aus der Naturlehre, Haushaltungskunst und Mechanik. Band 26, Nr. 2, 1767, S. 130–143 (online).
  - Esther Louise Larsen (Übersetzer): Pehr Kalm’s Description of the Forest Tent Caterpillar, Malacosoma disstria Hubn., which during Certain Years does Great Damage to both Fruit Trees and Forests in North America. In: The American Midland Naturalist. Band 46, Nr. 3, 1951, S. 760–766 (JSTOR:2421816).
- Norr-americanska svarta valnöt-trädets egenskaper och nytta. In: Kungl. Svenska vetenskapsakademiens handlingar. Band 28, Nr. 1, 1767, S. 51–64 (online).
  - Des nordamerikanischen schwarzen Wallnußbaumes Nutzen und Eigenschaften. In: Der Königl. Schwedischen Akademie der Wissenschaften neue Abhandlungen aus der Naturlehre, Haushaltungskunst und Mechanik. Band 29, Nr. 1, 1770, S. 55–66 (online).
  - Esther Louise Larsen (Übersetzer): Pehr Kalm’s Observations on Black Walnut and Butternut Trees. In: Agricultural History. Band 16, Nr. 3, 1942, S. 149–154 (JSTOR:3739516).
- Om hvita valnötträdets egenskaper och nytta. In: Kungl. Svenska vetenskapsakademiens handlingar. Band 30, Nr. 2, 1769, S. 119–127 (online).
  - Eigenschaften und Nutzen des weißen Wallnußbaums. In: Der Königl. Schwedischen Akademie der Wissenschaften neue Abhandlungen aus der Naturlehre, Haushaltungskunst und Mechanik. Band 31, Nr. 2, 1772, S. 117–123 (online).
  - Esther Louise Larsen (Übersetzer): Pehr Kalm’s Observations on Black Walnut and Butternut Trees. In: Agricultural History. Band 16, Nr. 3, 1942, S. 154–157 (JSTOR:3739516).
- Thermometriska rön vid hafs och sjöars vatten. In: Kungl. Svenska vetenskapsakademiens handlingar. Band 32, Nr. 1, 1771, S. 52–59 (online).
  - Thermometrische Versuche, mit Wasser im Meere und in Seen. In: Der Königl. Schwedischen Akademie der Wissenschaften neue Abhandlungen aus der Naturlehre, Haushaltungskunst und Mechanik. Band 33, Nr. 1, 1775, S. 57–63 (online).
  - Esther Louise Larsen (Übersetzer): Pehr Kalm’s meteorological observations in North America. In: Journal of the Washington Academy of Sciences. Band 45, Nr. 9, 1955, S. 273–275 (JSTOR:24533902).
- Rön om den americanska så kallade tupp-sporre hagtorns nytta til lefvande häckar. In: Kungl. Svenska vetenskapsakademiens handlingar. Band 34, Nr. 4, 1773, S. 343–349 (online).
  - Gebrauch des amerikanischen sogenannten Hahnsporn-Hagedorns zu lebendigen Hecken. In: Der Königl. Schwedischen Akademie der Wissenschaften neue Abhandlungen aus der Naturlehre, Haushaltungskunst und Mechanik. Band 35, Nr. 4, 1780, S. 320–324 (online).
  - Esther Louise Larsen (Übersetzer): Pehr Kalm’s Observations concerning the Usefulness of the American So-Called Cockspur Hawthorn for Quickset Hedges. In: Agricultural History. Band 19, Nr. 4, 1945, S. 254–255 (JSTOR:3739405).
- Beskrifning på norr-americanske mulbärsträdet, Morus rubra kalladt. In: Kungl. Svenska vetenskapsakademiens handlingar. Band 37, Nr. 2, 1776, S. 143–163 (online).
  - Beschreibung des nordamerikanischen rothen Maulbeerbaums, Morbus rubra. In: Der Königl. Schwedischen Akademie der Wissenschaften neue Abhandlungen aus der Naturlehre, Haushaltungskunst und Mechanik. Band 38, Nr. 2, 1782, S. 147–164 (online).
  - Esther Louise Larsen (Übersetzer): Pehr Kalm’s Description of the North American Mulberry Tree. In: Agricultural History. Band 24, Nr. 4, 1950, S. 221–227 (JSTOR:3740331).
- Om egenskaperne och nyttan af det americanska valnötträdet, som kallas hicory. In: Kungl. Svenska vetenskapsakademiens handlingar. Band 39, Nr. 4, 1778, S. 262–283 (online).
  - Von Eigenschaften und Nutzen des amerikanischen Wallnußbaums Hiccory genannt. In: Der Königl. Schwedischen Akademie der Wissenschaften neue Abhandlungen aus der Naturlehre, Haushaltungskunst und Mechanik. Band 40, Nr. 3, 1783, S. 255–270 (online).
  - Esther Louise Larsen (Übersetzer): Pehr Kalm’s Report on the Characteristics and Uses of the American Walnut Tree Which Is Called Hickory. In: Agricultural History. Band 19, Nr. 1, 1945, S. 58–64 (JSTOR:3739702).

### Biografien
- Otto E. A. Hjelt: Åbo universitets lärdomshistoria. Band 6: Naturalhistoriens studium vid Åbo universitet. (= Skrifter utgivna av Svenska litteratursällskapet i Finland. Band 32) Helsinki 1896, S. 139–253 (online).
- Richard A. Jarrell: Pehr Kalm. In: Dictionary of Canadian Biography. Band 4: 1771–1800. University of Toronto Press, Toronto 1979, ISBN 0-8020-3351-2 (englisch, französisch).
- Maija Kallinen: Kalm, Pehr (1716–1779) explorer, professor of economics. (englisch, National Biography of Finland)
- Martti Kerkkonen: Pehr Kalm. In: Svenskt biografiskt lexikon. Band 20: Ingeborg–Katarina. Bonnier, Stockholm 1975, S. 598 (online).
- Johan Lorentz Odhelius: Åminnelse-tal, öfver Kongl. Vetensk. Acad. Ledamot Herr Pehr Kalm […] Hållet för Kongl. Vetenskaps Academien, den 15 Novemb. 1780. Joh. Georg Lange, Stockholm 1781 (online).
- Paula Ivaska Robbins: The travels of Peter Kalm, Finnish-Swedish naturalist, through colonial North America, 1748–1751. Purple Mountain Press, 2007, ISBN 1-930098-80-4.
- M. G. Schybergson: Kalm, Per. In: Theodor Westrin (Hrsg.): Nordisk familjebok konversationslexikon och realencyklopedi. 2. Auflage. Band 13: Johan–Kikare. Nordisk familjeboks förlag, Stockholm 1910, Sp. 662–663 (schwedisch, runeberg.org).
- Carl Skottsberg: Pehr Kalm: Levnadsteckning. Stockholm 1951.
- Kalm, Per. In: Herman Hofberg, Frithiof Heurlin, Viktor Millqvist, Olof Rubenson (Hrsg.): Svenskt biografiskt handlexikon. 2. Auflage. Band 1: A–K. Albert Bonniers Verlag, Stockholm 1906, S. 565 (schwedisch, runeberg.org).

### Briefwechsel
- Johan Markus Hulth (Hrsg.): Bref och skrifvelser af och till Carl von Linné. Akademiska Bokhandeln, Uppsala 1922, 1. Abteilung, Band 8 (Kalm–Laxman), S. 1–118 (online).
- Pehr Kalms brev till samtida.
  - Band 1: Alb Hästesko, Otto E. A. Hjelt (Hrsg.): Pehr Kalms brev till C. F. Mennander. (= Skrifter utgivna av Svenska litteratursällskapet i Finland. Band 114) Helsinki 1914 (online, PDF).
  - Band 2: Carl Skottsberg (Hrsg.): Pehr Kalms brev till friherre Sten Carl Bielke. (= Skrifter utgivna av Svenska litteratursällskapet i Finland. Band 382) Helsinki 1960.
- A letter from Mr. Kalm, a gentleman of Sweden, now on his travels in America, to his friend in Philadelphia, containing a particular account of the great fall of Niagara, September 2, 1750. In: The Gentleman’s Magazine. Band 21, Januar 1751, S. 15–19 (online).
  - Beschreibung des grossen Wasserfalls des Flusses Niagara in Canada. In: Physikalische Belustigungen. Band 1, Berlin 1751, S. 264–279 (online).

### Zur Rezeption
- Adolph Burnett Benson: Pehr Kalm’s Journey to North America. In: The American-Scandinavian Review. Band 10, New York 1922, S. 350–355 (online).
- Adolph Burnett Benson: Pehr Kalm’s writings on America: A bibliographical review. In: Scandinavian Studies and Notes. Band 12, Nr. 6, 1933, S. 89–98 (JSTOR:40915354).
- Heinz Goerke: Medizinische Nachrichten aus den amerikanischen Reiseberichten des Linnéschülers Pehr Kalm. In: Sudhoffs Archiv für Geschichte der Medizin und der Naturwissenschaften. Band 47, Nr. 3, 1963, S. 215–223 (JSTOR:20774944).
- Fredrik Albritton Jonsson: Climate Change and the Retreat of the Atlantic: The Camera list Context of Pehr Kalm's Voyage to North America, 1748–51. In: The William and Mary Quarterly. Band 72, Nr. 1, 2015, S. 99–126 (doi:10.5309/willmaryquar.72.1.0099).
- Julianne Lindner: He came, He saw and He observed – An Analysis of Reis door Noord Amerika by Pehr Kalm. In: MaRBLE. Band 6, 2014, S. 59–72 (doi:10.26481/marble.2014.v6.218).
- Hans Oscar Juel, John W. Harshberger: New Light on the Collection of North American Plants Made by Peter Kalm. In: Proceedings of the Academy of Natural Sciences of Philadelphia. Band 81, 1929, S. 297–303 (JSTOR:4064036).
- Martti Kerkkonen: Peter Kalm’s North American Journey: Its Ideological Background and Results. (= Studia historica. Band 1) Finnish Historical Society, 1959.
- Esther Louise Larsen: Pehr Kalm’s Observations on the Fences of North America. In: Agricultural History. Band 21, Nr. 2, 1947, S. 75–78 (JSTOR:3739392).
- Esther Louise Larsen: Peter Kalm’s Commentary on Russia. In: American Swedish Historical Foundation: Yearbook 1965. Philadelphia 1965, S. 79–83 (online).
- William Richard Mead: Pehr Kalm, a Finnish Visitor to the Chilterns in 1748. Aston Clinton, 2003.
- William Richard Mead: Pehr Kalm – His London Diary, 1748. Aston Clinton, 2013, ISBN 978-0-904813-17-3.
- Daniel Merriam: Pehr Kalm: A Swedish Naturalist's Geological Observations in North America, 1748–1751. In: Earth Sciences History. Band 25, Nr. 1, 2006, S. 141–154 (doi:10.17704/eshi.25.1.b27876j712264k15).
- Mathias Persson: The Professor and the Body Politic: Pehr Kalm and the Social Imaginary in Eighteenth-Century. In: Tatiana V. Artemyeva, Mikhail I. Mikeshin (Hrsg.): Intellectual and Political Elites of the Enlightenment. 2014, ISBN 978-951-51-0539-4, S. 99–127 (PDF)
- Linda L. Revie: The Niagara Companion: Explorers, Artists, and Writers at the Falls, from Discovery through the Twentieth Century. Wilfrid Laurier University Press, Waterloo 2003, ISBN 0-88920-433-0, S. 30–40.
- Jacques Rousseau, Guy Béthune, Pierre Morisset (Übers.): Voyage de Pehr Kalm au Canada en 1749. P. Tisseyre, Montréal 1977, ISBN 0-7753-6100-3.
- Joseph-Edmond Roy: Voyage de Kalm au Canada. 1900 (online).
- Adam J. Strohm: English Translation of Dedication and Preface of Peter Kalm’s Travels. In: The Pennsylvania Magazine of History and Biography. Band 36, Nr. 1, 1912, S. 17–29 (JSTOR:20085578).

### Allgemein
1. ↑  Pehr Kalm, Moskau an Carl Linnaeus, [Uppsala], 27. April 1744 (Brief L0549).
2. ↑  Erik Wilhelm Dahlgren: Kungl. Svenska Vetenskapsakademien : Personförteckningar 1739–1915. Stockholm 1915, S. 44 (online).
3. ↑  Jussi Välimaa: A History of Finnish Higher Education from the Middle Ages to the 21st Century. (= Higher Education Dynamics. Band 52) Springer Cham, 2019, ISBN 978-3-030-20808-0, 90–91.
4. ↑  Pehr Kalm, St. Petersburg an Carl Linnaeus, Uppsala, 25. März 1744 (Brief L0544).
5. ↑  Carl Linnaeus, Uppsala an Pehr Kalm, Stockholm, 28. Dezember 1745 (Brief L0665).
6. ↑  Pehr Kalm, Philadelphia an Carl Linnaeus, Uppsala, 25. Oktober 1748 (online).
7. ↑  Peter Collinson an Benjamin Franklin, London 14. Juni 1748 (online).
8. ↑  Richard A. Jarrell: Pehr Kalm. In: Dictionary of Canadian Biography. Band 4: 1771–1800. University of Toronto Press, Toronto 1979, ISBN 0-8020-3351-2 (englisch, französisch).
9. ↑  Pehr Kalm, Philadelphia an Carl Linnaeus, Uppsala, 26. Februar 1750 (Brief L1103).
10. ↑  Evert Alexander Louhi: The Delaware Finns or the First Permanent Settlements in Pennsylvania, Delaware, West New Jersey and Eastern Part of Maryland. Humanity Press, New York 1925, S. 299.
11. ↑  Kalm, Pehr Gabriel (1752–1795) In: AcademySampo: Finnish Academic People 1640–1899, abgerufen am 15. April 2022.
12. ↑  Charles Mason Dow: Anthology and bibliography of Niagara Falls. Albany 1921, Band 1, S. 53–62 (online).
13. ↑  Heinz Goerke: Medizinische Nachrichten aus den amerikanischen Reiseberichten des Linnéschülers Pehr Kalm. In: Sudhoffs Archiv für Geschichte der Medizin und der Naturwissenschaften. Band 47, Nr. 3, 1963, S. 219 (JSTOR:20774944).
14. ↑  Linda L. Revie: The Niagara Companion: Explorers, Artists, and Writers at the Falls, from Discovery through the Twentieth Century. Wilfrid Laurier University Press, Waterloo 2003, ISBN 0-88920-433-0, S. 30.
15. ↑  Georg Schauman: Inledning. In: Pehr Kalms Resa till Norra Amerika. Å nyo utgifven af Fredr. Elfving och Georg Schauman. Band 1, Helsinki 1904, S. VII (online).
16. ↑  Ilmari Haapala: The history of geology teaching at Finnish universities. In: Geological Survey of Finland, Bulletin. Band 336, 1986, S. 303.
17. ↑  H. von Samson-Himmelstjerna: Die Kaiserliche Finländische Oekonomische Sozietät, 1897–1898. In: Baltische Monatsschrift. Band 46, Riga 1898, S. 223 (online).
18. ↑  Jorma Vallinkoski: Turun Akatemian väitöskirjat 1642-1828: Die Dissertationen der alten Universität Turku (Academia Aboënsis) 1642–1828. Band 1, Teil 2: Jac. Flachsenius – A. Kempe, Helsinki 1963, S. 253–272.
19. ↑  Ilmari Haapala: The history of geology teaching at Finnish universities. In: Geological Survey of Finland, Bulletin. Band 336, 1986, S. 303.
20. ↑  American Indian Bark Canoe Experiments in Sweden and Finland. In: Harri Luukkanen, William W. Fitzhugh: The Bark Canoes and Skin Boats of Northern Eurasia. Smithsonian Institution, Washington DC 2020, ISBN 978-1-58834-476-2.
21. ↑  Joseph Mollin: Hortus academiae Aboënsis. Åbo, 19. Juni 1779 (online).
22. ↑  Teija Alanko: Cloister, manor and botanic gardens in medieval and early modern Finland and Sweden – An archaeobotanical approach to garden history. Helsinki 2017, S. 14.
23. ↑  Pehr Kalm bei der IK Foundation, abgerufen am 15. April 2022 (englisch).
24. ↑  Leonhard Johan Chenon: Nova Plantarum Genera. In: Amoenitates Academicae. 1. Auflage, Band 3, Stockholm 1756, S. 1–17 (online).
25. ↑  Richard Pulteney: A general view of the writings of Linnaeus. 2. Auflage, London 1805, S. 378 (online).
26. ↑  Leonhard Johan Chenon: Nova Plantarum Genera. In: Amoenitates Academicae. 1. Auflage, Band 3, Stockholm 1756, S. 10 (online).
27. ↑  Carl von Linné: Genera Plantarum. 5. Auflage, Lars Salvius, Stockholm 1754, S. 40 (online).
28. ↑  Carl von Linné: Species Plantarum. 1. Auflage, Lars Salvius, Stockholm 1753, Band 1, S. 90 (online).
29. ↑  Leonhard Johan Chenon: Nova Plantarum Genera. In: Amoenitates Academicae. 1. Auflage, Band 3, Stockholm 1756, S. 14–15 (online).
30. ↑  Carl von Linné: Genera Plantarum. 5. Auflage, Lars Salvius, Stockholm 1754, S. 187 (online).
31. ↑  Carl von Linné: Species Plantarum. 1. Auflage, Lars Salvius, Stockholm 1753, Band 1, S. 395 (online).
32. ↑  Leonhard Johan Chenon: Nova Plantarum Genera. In: Amoenitates Academicae. 1. Auflage, Band 3, Stockholm 1756, S. 15 (online).
33. ↑  Carl von Linné: Genera Plantarum. 5. Auflage, Lars Salvius, Stockholm 1754, S. 395 (online).
34. ↑  Carl von Linné: Species Plantarum. 1. Auflage, Lars Salvius, Stockholm 1753, Band 2, S. 926 (online).
35. ↑  Leonhard Johan Chenon: Nova Plantarum Genera. In: Amoenitates Academicae. 1. Auflage, Band 3, Stockholm 1756, S. 11 (online).
36. ↑  Carl von Linné: Species Plantarum. 1. Auflage, Lars Salvius, Stockholm 1753, Band 1, S. 272 (online).
37. ↑  Leonhard Johan Chenon: Nova Plantarum Genera. In: Amoenitates Academicae. 1. Auflage, Band 3, Stockholm 1756, S. 11 (online).
38. ↑  Carl von Linné: Species Plantarum. 1. Auflage, Lars Salvius, Stockholm 1753, Band 1, S. 319 (online).
39. ↑  Leonhard Johan Chenon: Nova Plantarum Genera. In: Amoenitates Academicae. 1. Auflage, Band 3, Stockholm 1756, S. 12 (online).
40. ↑  Carl von Linné: Species Plantarum. 1. Auflage, Lars Salvius, Stockholm 1753, Band 1, S. 342 (online).
41. ↑  Leonhard Johan Chenon: Nova Plantarum Genera. In: Amoenitates Academicae. 1. Auflage, Band 3, Stockholm 1756, S. 12–13 (online).
42. ↑  Carl von Linné: Species Plantarum. 1. Auflage, Lars Salvius, Stockholm 1753, Band 1, S. 358 (online).
43. ↑  Leonhard Johan Chenon: Nova Plantarum Genera. In: Amoenitates Academicae. 1. Auflage, Band 3, Stockholm 1756, S. 13 (online).
44. ↑  Carl von Linné: Species Plantarum. 1. Auflage, Lars Salvius, Stockholm 1753, Band 1, S. 391 (online).
45. ↑  Hans Oscar Juel, John W. Harshberger: New Light on the Collection of North American Plants Made by Peter Kalm. In: Proceedings of the Academy of Natural Sciences of Philadelphia. Band 81, 1929, S. 298.
46. ↑  Auctores In Carl von Linné: Species Plantarum. 1. Auflage, Lars Salvius, Stockholm 1753, Band 1 (online).
47. ↑  Travels into North America; containing its natural history, and a circumstantial account of its plantations and agriculture in general […] 1. Auflage, Band 3, London 1771, S. 136 (online).
48. ↑  Carl von Linné: Systema Naturae. 10. Auflage, Lars Salvius, Stockholm 1758, Band 1, S. 436–437 (online).
49. ↑  Pehr Kalm: Beskriftning på et slags Gräs-hoppor uti Norra America. In: Kungl. Svenska vetenskapsakademiens handlingar. Band 17, Nr. 2, 1756, S. 101 (online).
50. ↑  Richard D. Alexander, Thomas E. Moore: The Evolutionary Relationships of 17-Year and 13-Year Cicadas, and Three New Species (Homoptera, Cicadidae, Magicicada). In: Miscellaneous Publications of the Museum of Zoology, University of Michigan. Nr. 121, 1962, S. 7 (PDF).
51. ↑  En resa till Norra Amerika. Band 3, Lars Salvius, Stockholm 1761 (online).
52. ↑  Olavi Koivukangas: Sources and Questions in the Study of Finnish Migration to Delaware. In: Carol E. Hoffecker, Richard Waldron, Lorraine E. Williams, Barbara Benson (Hrsg.): New Sweden in America. University of Delaware Press, 1995, ISBN 0-87413-520-6, S. 325.
53. ↑  2011 Pehr-Kalm Grant, abgerufen am 23. Mai 2022 (englisch).
54. ↑  Pehr Kalm Revival, Jan-Erik Andersson 2012 (PDF; 6,1 MB)
55. ↑  Pehr Kalm, abgerufen am 23. Mai 2022 (englisch).
56. ↑  Frans A. Stafleu, Richard S. Cowan: Taxonomic Literature: A selective guide to botanical publications and collections with dates. 2. Auflage, Band 2, 1979, S. 488 (online).
57. ↑  Lutz D. Schmadel: Dictionary of Minor Planet Names. 5. Auflage. Springer Science & Business Media, Berlin 2003, ISBN 3-540-00238-3, S. 190 (online).
58. ↑  Francis A. Harper: A new chorus frog (Pseudacris) from the eastern United States. In: Natural History Miscellanea. Nr. 150, 1955, S. 1–6 (online).
59. ↑  Finnlands Größen eröffnen die neue Saison, abgerufen am 16. Mai 2022.
60. ↑  Joseph C. Bequaert: Kalm’s (1754) account of the North American “Wood-Louse” (Amblyomma americanum Linné, 1758). In: Bulletin of the Brooklyn Entomological Society. Band 51, Nr. 1, 1956 S. 19–21 (online).

### Reisebericht
1. ↑  Des Herren Peter Kalms […] Beschreibung der Reise die er nach dem nördlichen Amerika auf den Befehl gedachter Akademie und öffentliche Kosten unternommen hat. Göttingen 1757, Band 1, S. 3 (online).
2. ↑  Des Herren Peter Kalms […] Beschreibung der Reise die er nach dem nördlichen Amerika auf den Befehl gedachter Akademie und öffentliche Kosten unternommen hat. Göttingen 1757, Band 1, S. 17  (online).
3. ↑  Des Herren Peter Kalms […] Beschreibung der Reise die er nach dem nördlichen Amerika auf den Befehl gedachter Akademie und öffentliche Kosten unternommen hat. Göttingen 1757, Band 1, S. 54 (online).
4. ↑  Des Herren Peter Kalms […] Beschreibung der Reise die er nach dem nördlichen Amerika auf den Befehl gedachter Akademie und öffentliche Kosten unternommen hat. Göttingen 1757, Band 1, S. 60 (online).
5. ↑  Des Herren Peter Kalms […] Beschreibung der Reise die er nach dem nördlichen Amerika auf den Befehl gedachter Akademie und öffentliche Kosten unternommen hat. Göttingen 1757, Band 1, S. 66 (online).
6. ↑  Des Herren Peter Kalms […] Beschreibung der Reise die er nach dem nördlichen Amerika auf den Befehl gedachter Akademie und öffentliche Kosten unternommen hat. Göttingen 1757, Band 1, S. 78 (online).
7. ↑  Des Herren Peter Kalms […] Beschreibung der Reise die er nach dem nördlichen Amerika auf den Befehl gedachter Akademie und öffentliche Kosten unternommen hat. Göttingen 1757, Band 1, S. 124 (online).
8. ↑  Des Herren Peter Kalms […] Beschreibung der Reise die er nach dem nördlichen Amerika auf den Befehl gedachter Akademie und öffentliche Kosten unternommen hat. Göttingen 1757, Band 1, S. 143 (online).
9. ↑  Des Herren Peter Kalms […] Beschreibung der Reise die er nach dem nördlichen Amerika auf den Befehl gedachter Akademie und öffentliche Kosten unternommen hat. Göttingen 1757, Band 1, S. 164 (online).
10. ↑  Des Herren Peter Kalms […] Beschreibung der Reise die er nach dem nördlichen Amerika auf den Befehl gedachter Akademie und öffentliche Kosten unternommen hat. Göttingen 1757, Band 1, S. 169 (online).
11. ↑  Des Herren Peter Kalms […] Beschreibung der Reise die er nach dem nördlichen Amerika auf den Befehl gedachter Akademie und öffentliche Kosten unternommen hat. Göttingen 1757, Band 1, S. 175 (online).
12. ↑  Des Herren Peter Kalms […] Beschreibung der Reise die er nach dem nördlichen Amerika auf den Befehl gedachter Akademie und öffentliche Kosten unternommen hat. Göttingen 1757, Band 1, S. 202 (online).
13. ↑  Des Herren Peter Kalms […] Beschreibung der Reise die er nach dem nördlichen Amerika auf den Befehl gedachter Akademie und öffentliche Kosten unternommen hat. Göttingen 1757, Band 1, S. 210 (online).
14. ↑  Des Herren Peter Kalms […] Beschreibung der Reise die er nach dem nördlichen Amerika auf den Befehl gedachter Akademie und öffentliche Kosten unternommen hat. Göttingen 1757, Band 1, S. 216 (online).
15. ↑  Des Herren Peter Kalms […] Beschreibung der Reise die er nach dem nördlichen Amerika auf den Befehl gedachter Akademie und öffentliche Kosten unternommen hat. Göttingen 1757, Band 1, S. 304 (online).
16. ↑  Des Herren Peter Kalms […] Beschreibung der Reise die er nach dem nördlichen Amerika auf den Befehl gedachter Akademie und öffentliche Kosten unternommen hat. Göttingen 1757, Band 1, S. 359 (online).
17. ↑  Des Herren Peter Kalms […] Beschreibung der Reise die er nach dem nördlichen Amerika auf den Befehl gedachter Akademie und öffentliche Kosten unternommen hat. Göttingen 1757, Band 1, S. 404 (online).
18. ↑  Des Herren Peter Kalms […] Beschreibung der Reise die er nach dem nördlichen Amerika auf den Befehl gedachter Akademie und öffentliche Kosten unternommen hat. Göttingen 1757, Band 1, S. 431 (online).
19. ↑  Des Herren Peter Kalms […] Beschreibung der Reise die er nach dem nördlichen Amerika auf den Befehl gedachter Akademie und öffentliche Kosten unternommen hat. Göttingen 1757, Band 1, S. 431–432 (online).
20. ↑  Des Herren Peter Kalms […] Beschreibung der Reise die er nach dem nördlichen Amerika auf den Befehl gedachter Akademie und öffentliche Kosten unternommen hat. Göttingen 1757, Band 1, S. 535–543 (online).
21. ↑  Des Herren Peter Kalms […] Beschreibung der Reise die er nach dem nördlichen Amerika auf den Befehl gedachter Akademie und öffentliche Kosten unternommen hat. Göttingen 1757, Band 1, S. 433–435 (online).
22. ↑  Des Herren Peter Kalms […] Beschreibung der Reise die er nach dem nördlichen Amerika auf den Befehl gedachter Akademie und öffentliche Kosten unternommen hat. Göttingen 1757, Band 1, S. 481–482 (online).
23. ↑  Des Herren Peter Kalms […] Beschreibung der Reise die er nach dem nördlichen Amerika auf den Befehl gedachter Akademie und öffentliche Kosten unternommen hat. Göttingen 1757, Band 1, S. 444–445 (online).
24. ↑  Des Herren Peter Kalms […] Beschreibung der Reise die er nach dem nördlichen Amerika auf den Befehl gedachter Akademie und öffentliche Kosten unternommen hat. Göttingen 1757, Band 1, S. 559 (online).
25. ↑  Des Herren Peter Kalms […] Beschreibung der Reise die er nach dem nördlichen Amerika auf den Befehl gedachter Akademie und öffentliche Kosten unternommen hat. Göttingen 1757, Band 2, S. 112 (online).
26. ↑  Des Herren Peter Kalms […] Beschreibung der Reise die er nach dem nördlichen Amerika auf den Befehl gedachter Akademie und öffentliche Kosten unternommen hat. Göttingen 1757, Band 2, S. 181 (online).
27. ↑  Des Herren Peter Kalms […] Beschreibung der Reise die er nach dem nördlichen Amerika auf den Befehl gedachter Akademie und öffentliche Kosten unternommen hat. Göttingen 1757, Band 2, S. 261 (online).
28. ↑  Des Herren Peter Kalms […] Beschreibung der Reise die er nach dem nördlichen Amerika auf den Befehl gedachter Akademie und öffentliche Kosten unternommen hat. Göttingen 1757, Band 2, S. 239 (online).
29. ↑  Des Herren Peter Kalms […] Beschreibung der Reise die er nach dem nördlichen Amerika auf den Befehl gedachter Akademie und öffentliche Kosten unternommen hat. Göttingen 1757, Band 2, S. 292 (online).
30. ↑  Des Herren Peter Kalms […] Beschreibung der Reise die er nach dem nördlichen Amerika auf den Befehl gedachter Akademie und öffentliche Kosten unternommen hat. Göttingen 1757, Band 2, S. 310 (online).
31. ↑  Des Herren Peter Kalms […] Beschreibung der Reise die er nach dem nördlichen Amerika auf den Befehl gedachter Akademie und öffentliche Kosten unternommen hat. Göttingen 1757, Band 2, S. 310–313 (online).
32. ↑  Des Herren Peter Kalms […] Beschreibung der Reise die er nach dem nördlichen Amerika auf den Befehl gedachter Akademie und öffentliche Kosten unternommen hat. Göttingen 1757, Band 2, S. 359 (online).
33. ↑  Des Herren Peter Kalms […] Beschreibung der Reise die er nach dem nördlichen Amerika auf den Befehl gedachter Akademie und öffentliche Kosten unternommen hat. Göttingen 1757, Band 2, S. 359 (online).
34. ↑  Des Herren Peter Kalms […] Beschreibung der Reise die er nach dem nördlichen Amerika auf den Befehl gedachter Akademie und öffentliche Kosten unternommen hat. Göttingen 1757, Band 2, S. 411 (online).
35. ↑  Des Herren Peter Kalms […] Beschreibung der Reise die er nach dem nördlichen Amerika auf den Befehl gedachter Akademie und öffentliche Kosten unternommen hat. Göttingen 1757, Band 2, S. 471 (online).
36. ↑  Des Herren Peter Kalms […] Beschreibung der Reise die er nach dem nördlichen Amerika auf den Befehl gedachter Akademie und öffentliche Kosten unternommen hat. Göttingen 1757, Band 2, S. 561 (online).
37. ↑  Des Herren Peter Kalms […] Beschreibung der Reise die er nach dem nördlichen Amerika auf den Befehl gedachter Akademie und öffentliche Kosten unternommen hat. Göttingen 1764, Band 3, S. 122 (online).
38. ↑  Des Herren Peter Kalms […] Beschreibung der Reise die er nach dem nördlichen Amerika auf den Befehl gedachter Akademie und öffentliche Kosten unternommen hat. Göttingen 1764, Band 3, S. 131 (online).
39. ↑  Des Herren Peter Kalms […] Beschreibung der Reise die er nach dem nördlichen Amerika auf den Befehl gedachter Akademie und öffentliche Kosten unternommen hat. Göttingen 1764, Band 3, S. 155 (online).
40. ↑  Des Herren Peter Kalms […] Beschreibung der Reise die er nach dem nördlichen Amerika auf den Befehl gedachter Akademie und öffentliche Kosten unternommen hat. Göttingen 1764, Band 3, S. 182 (online).
41. ↑  Des Herren Peter Kalms […] Beschreibung der Reise die er nach dem nördlichen Amerika auf den Befehl gedachter Akademie und öffentliche Kosten unternommen hat. Göttingen 1764, Band 3, S. 188–191 (online).
42. ↑  Des Herren Peter Kalms […] Beschreibung der Reise die er nach dem nördlichen Amerika auf den Befehl gedachter Akademie und öffentliche Kosten unternommen hat. Göttingen 1764, Band 3, S. 191–194 (online).
43. ↑  Des Herren Peter Kalms […] Beschreibung der Reise die er nach dem nördlichen Amerika auf den Befehl gedachter Akademie und öffentliche Kosten unternommen hat. Göttingen 1764, Band 3, S. 198 (online).
44. ↑  Des Herren Peter Kalms […] Beschreibung der Reise die er nach dem nördlichen Amerika auf den Befehl gedachter Akademie und öffentliche Kosten unternommen hat. Göttingen 1764, Band 3, S. 210 (online).
45. ↑  Des Herren Peter Kalms […] Beschreibung der Reise die er nach dem nördlichen Amerika auf den Befehl gedachter Akademie und öffentliche Kosten unternommen hat. Göttingen 1764, Band 3, S. 242 (online).
46. ↑  Des Herren Peter Kalms […] Beschreibung der Reise die er nach dem nördlichen Amerika auf den Befehl gedachter Akademie und öffentliche Kosten unternommen hat. Göttingen 1764, Band 3, S. 261–264 (online).
47. ↑  Des Herren Peter Kalms […] Beschreibung der Reise die er nach dem nördlichen Amerika auf den Befehl gedachter Akademie und öffentliche Kosten unternommen hat. Göttingen 1764, Band 3, S. 266–267 (online).
48. ↑  Des Herren Peter Kalms […] Beschreibung der Reise die er nach dem nördlichen Amerika auf den Befehl gedachter Akademie und öffentliche Kosten unternommen hat. Göttingen 1764, Band 3, S. 270–280 (online).
49. ↑  Des Herren Peter Kalms […] Beschreibung der Reise die er nach dem nördlichen Amerika auf den Befehl gedachter Akademie und öffentliche Kosten unternommen hat. Göttingen 1764, Band 3, S. 292 (online).
50. ↑  Des Herren Peter Kalms […] Beschreibung der Reise die er nach dem nördlichen Amerika auf den Befehl gedachter Akademie und öffentliche Kosten unternommen hat. Göttingen 1764, Band 3, S. 329–336 (online).
51. ↑  Des Herren Peter Kalms […] Beschreibung der Reise die er nach dem nördlichen Amerika auf den Befehl gedachter Akademie und öffentliche Kosten unternommen hat. Göttingen 1764, Band 3, S. 345 (online).
52. ↑  Des Herren Peter Kalms […] Beschreibung der Reise die er nach dem nördlichen Amerika auf den Befehl gedachter Akademie und öffentliche Kosten unternommen hat. Göttingen 1764, Band 3, S. 340–344 (online).
53. ↑  Des Herren Peter Kalms […] Beschreibung der Reise die er nach dem nördlichen Amerika auf den Befehl gedachter Akademie und öffentliche Kosten unternommen hat. Göttingen 1764, Band 3, S. 346 (online).
54. ↑  Des Herren Peter Kalms […] Beschreibung der Reise die er nach dem nördlichen Amerika auf den Befehl gedachter Akademie und öffentliche Kosten unternommen hat. Göttingen 1764, Band 3, S. 369 (online).
55. ↑  Des Herren Peter Kalms […] Beschreibung der Reise die er nach dem nördlichen Amerika auf den Befehl gedachter Akademie und öffentliche Kosten unternommen hat. Göttingen 1764, Band 3, S. 391 (online).
56. ↑  Des Herren Peter Kalms […] Beschreibung der Reise die er nach dem nördlichen Amerika auf den Befehl gedachter Akademie und öffentliche Kosten unternommen hat. Göttingen 1764, Band 3, S. 391–392 (online).
57. ↑  Des Herren Peter Kalms […] Beschreibung der Reise die er nach dem nördlichen Amerika auf den Befehl gedachter Akademie und öffentliche Kosten unternommen hat. Göttingen 1764, Band 3, S. 416 (online).
58. ↑  Des Herren Peter Kalms […] Beschreibung der Reise die er nach dem nördlichen Amerika auf den Befehl gedachter Akademie und öffentliche Kosten unternommen hat. Göttingen 1764, Band 3, S. 421 (online).
59. ↑  Des Herren Peter Kalms […] Beschreibung der Reise die er nach dem nördlichen Amerika auf den Befehl gedachter Akademie und öffentliche Kosten unternommen hat. Göttingen 1764, Band 3, S. 443 (online).
60. ↑  Des Herren Peter Kalms […] Beschreibung der Reise die er nach dem nördlichen Amerika auf den Befehl gedachter Akademie und öffentliche Kosten unternommen hat. Göttingen 1764, Band 3, S. 447–459 (online).
61. ↑  Des Herren Peter Kalms […] Beschreibung der Reise die er nach dem nördlichen Amerika auf den Befehl gedachter Akademie und öffentliche Kosten unternommen hat. Göttingen 1764, Band 3, S. 465–472 (online).
62. ↑  Des Herren Peter Kalms […] Beschreibung der Reise die er nach dem nördlichen Amerika auf den Befehl gedachter Akademie und öffentliche Kosten unternommen hat. Göttingen 1764, Band 3, S. 477–480 (online).
63. ↑  Des Herren Peter Kalms […] Beschreibung der Reise die er nach dem nördlichen Amerika auf den Befehl gedachter Akademie und öffentliche Kosten unternommen hat. Göttingen 1764, Band 3, S. 512 (online).
64. ↑  Des Herren Peter Kalms […] Beschreibung der Reise die er nach dem nördlichen Amerika auf den Befehl gedachter Akademie und öffentliche Kosten unternommen hat. Göttingen 1764, Band 3, S. 497–501 (online).
65. ↑  Des Herren Peter Kalms […] Beschreibung der Reise die er nach dem nördlichen Amerika auf den Befehl gedachter Akademie und öffentliche Kosten unternommen hat. Göttingen 1764, Band 3, S. 503–505 (online).
66. ↑  Des Herren Peter Kalms […] Beschreibung der Reise die er nach dem nördlichen Amerika auf den Befehl gedachter Akademie und öffentliche Kosten unternommen hat. Göttingen 1764, Band 3, S. 508–510 (online).
67. ↑  Des Herren Peter Kalms […] Beschreibung der Reise die er nach dem nördlichen Amerika auf den Befehl gedachter Akademie und öffentliche Kosten unternommen hat. Göttingen 1764, Band 3, S. 515–517 (online).
68. ↑  Des Herren Peter Kalms […] Beschreibung der Reise die er nach dem nördlichen Amerika auf den Befehl gedachter Akademie und öffentliche Kosten unternommen hat. Göttingen 1764, Band 3, S. 525–530 (online).
69. ↑  Des Herren Peter Kalms […] Beschreibung der Reise die er nach dem nördlichen Amerika auf den Befehl gedachter Akademie und öffentliche Kosten unternommen hat. Göttingen 1764, Band 3, S. 533–538 (online).
70. ↑  Des Herren Peter Kalms […] Beschreibung der Reise die er nach dem nördlichen Amerika auf den Befehl gedachter Akademie und öffentliche Kosten unternommen hat. Göttingen 1764, Band 3, S. 558 (online).
71. ↑  Des Herren Peter Kalms […] Beschreibung der Reise die er nach dem nördlichen Amerika auf den Befehl gedachter Akademie und öffentliche Kosten unternommen hat. Göttingen 1764, Band 3, S. 567 (online).
72. ↑  Des Herren Peter Kalms […] Beschreibung der Reise die er nach dem nördlichen Amerika auf den Befehl gedachter Akademie und öffentliche Kosten unternommen hat. Göttingen 1764, Band 3, S. 592–604 (online).
73. ↑  Des Herren Peter Kalms […] Beschreibung der Reise die er nach dem nördlichen Amerika auf den Befehl gedachter Akademie und öffentliche Kosten unternommen hat. Göttingen 1764, Band 3, S. 613–619 (online).
74. ↑  Des Herren Peter Kalms […] Beschreibung der Reise die er nach dem nördlichen Amerika auf den Befehl gedachter Akademie und öffentliche Kosten unternommen hat. Göttingen 1757, Band 1, Vorrede S. [9–10] (online).

Anton Rolandsson Martin |
Johan Peter Falck |
Pehr Kalm |
Pehr Löfling |
Daniel Rolander |
Göran Rothman |
Fredrik Hasselquist |
Peter Forsskål |
Andreas Berlin |
Adam Afzelius |
Anders Sparrman |
Carl Peter Thunberg |
Pehr Osbeck |
Olof Torén |
Carl Fredrik Adler |
Christopher Tärnström |
Daniel Solander
| Personendaten    | Personendaten                                                      |
| ---------------- | ------------------------------------------------------------------ |
| NAME             | Kalm, Pehr                                                         |
| ALTERNATIVNAMEN  | Kalm, Petrus; Kalm, Peter                                          |
| KURZBESCHREIBUNG | finnisch-schwedischer Naturforscher und Wirtschaftswissenschaftler |
| GEBURTSDATUM     | März 1716                                                          |
| GEBURTSORT       | Ångermanland                                                       |
| STERBEDATUM      | 16. November 1779                                                  |
| STERBEORT        | Turku                                                              |